# رندا فهمي هودوم
رندا فهمي هودوم (بالإنجليزية: Randa Fahmy Hudome)‏ مصرية أمريكية، مارست مهنة المحاماة، ومساعد نائب وزير الطاقة الأمريكية في حكومة جورج دبليو بوش في الولايات المتحدة. وأتى هذا القرار نتيجة عملها مع البيت الأبيض ووزارتي الخارجية والتجارة. لديها أكثر من خمسة وعشرين عامًا من الخبرة في السياسة القانونية والعامة.
في عام 2003، أسست رندا المنظمة الدولية فهمي هودوم، وهي شركة الاستشارات الاستراتيجية التي تقدم المشورات الدقيقة لشركات فورتشن 500 والحكومات الأجنبية، والمؤسسات الإعلامية، ومؤسسات القطاع الخاص التي لها مصلحة في المعاملات التجارية الدولية وسياسة الطاقة.